# Бирча 2
Би́рча 2 (бел. Бірча 2) — посёлок в составе Бортниковского сельсовета Бобруйского района Могилёвской области Республики Беларусь.

## Население
- 1999 год — 12 человек
- 2010 год — 4 человека